# Glenea lefebvrii
Glenea lefebvrii es una especie de escarabajo del género Glenea, familia Cerambycidae. Fue descrita científicamente por Guérin-Méneville en 1831.
Habita en Indonesia y Papúa Nueva Guinea. Esta especie mide 11-16 mm.